# Legatura di valore
Nella notazione musicale, la legatura di valore è un simbolo che viene usato per sommare la durata di due o più note che hanno la stessa altezza.
Per esempio, due minime legate hanno lo stesso valore di una semibreve.

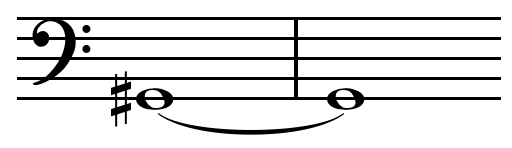
Un esempio

Essa può essere usata come alternativa al punto di valore, purché sia posta su due o più note della medesima altezza, e permette di unire tra loro note di qualsiasi valore.
La legatura di valore si differenzia dalla legatura di portamento perché quest'ultima collega note di altezze differenti e indica a fini espressivi e di fraseggio quali note vanno eseguite in un solo fiato ininterrotto (voce e strumenti a fiato) o arcata (archi) o concatenamento immediato senza separazione (tastiere e altri strumenti).